# مهدی دینورزاده
 مهدی دینورزاده  (زاده ۲۲ اسفند ۱۳۳۳ در تهران) بازیکن سابق و مربی فوتبال اهل ایران است. وی سابقه بازی در تیم‌های پاس تهران، شاهین تهران و مهر شمیران را دارد.
وی سابقه ۲۶ بازی ملی نیز در کارنامه دارد.